# Preferente Autonómica da Região de Múrcia
A Preferente Autonómica da Região de Múrcia constitui a quinta divisão do campeonato Espanhol de Futebol na comunidade autónoma da Região de Múrcia. A liga consiste em um grupo de 18 equipes. Ao término da temporada as duas primeiras equipes sobem diretamente à Tercera División (Grupo XIII), além do vencedor de uma eliminatória entre o terceiro, quarto, quinto e sexto colocados, que também é promovido. Os três últimos caem para algum dos três grupos da Primeira Autonómica da Região de Múrcia.

## Equipes participantes 2018-2019
- Abarán Club de Fútbol
- Escuela de Fútbol Alhama
- Archena Sport Fútbol Club
- Club Atlético Cabezo de Torres
- Club Deportivo Bala Azul
- Balsicas Atlético
- Club Deportivo Beniel
- Club Deportivo Bullense
- Cartagena Fútbol Club
- Centro de Deportes El Esparragal
- El Palmar Club de Fútbol
- Independiente de Ceutí Fútbol Club
- Club Deportivo Juvenia
- Mar Menor F.C. "B"
- Montecasillas Fútbol Club
- Club Deportivo Plus Ultra
- Racing Murcia City
- Club Deportivo Villa de Fortuna